# The Dilemma (2011)
The Dilemma is een Amerikaanse film uit 2011 onder regie van Ron Howard.

## Verhaal
Ronny en Nick zijn goede vrienden en zakenpartners. Wanneer Ronny er per ongeluk achter komt dat Nicks vrouw uitgaat met een andere man, rijst de vraag of hij dit Nick moet vertellen.

## Rolverdeling
| Acteur            | Personage       |
| ----------------- | --------------- |
| Vince Vaughn      | Ronny Valentine |
| Kevin James       | Nick Brannen    |
| Jennifer Connelly | Beth            |
| Winona Ryder      | Genève          |
| Channing Tatum    | Zip             |
| Queen Latifah     | Susan Warner    |
| Amy Morton        | Diane Popvich   |
| Chelcie Ross      | Thomas Fern     |

## Achtergrond

### Ontwikkeling
De film The Dilemma werd in januari 2010 als naamloos project aangekondigd met acteur Vince Vaughn in de hoofdrol. In februari werd acteur Kevin James aan toegevoegd. De basis van het verhaal werd bedacht door producent Brian Grazer (Howards productiepartner bij Imagine Entertainment). Later schreef Allan Loeb het scenario.

### Productie
De opnamen vonden volledig plaats in Chicago, Illinois van eind mei 2010 tot medio augustus 2010. De film werd tijdens de productie genoemd, Cheaters en What you Don't Know maar werd The Dilemma uiteindelijk getiteld door Universal.

### Première
De film had zijn Wereldpremière in Chicago op 6 januari 2011 en draaide tot 3 maart in de Verenigde Staten. De film kwam 3 februari (Nederland) en 16 februari (België) in de biosscoop. The Dilemma bracht $ 48.475.290 op in de Verenigde Staten en $ 21.246.676 buiten de Verenigde Staten.